# Limnophila jucunda
Limnophila jucunda là một loài ruồi trong họ Limoniidae. Chúng phân bố ở miền Australasia.